# Lestinogomphus matilei
Lestinogomphus matilei là loài chuồn chuồn trong họ Gomphidae. Loài này được Legrand & Lachaise mô tả khoa học đầu tiên năm 2001.